# جيوفاني بوتنر
جيوفاني بوتنر (بالهولندية: Giovanni Büttner)‏ هو لاعب كرة قدم هولندي في مركز نصف الجناح، ولد في 22 سبتمبر 1998 في دوتينخيم في هولندا. لعب مع غو أهد إيغلز.

## وصلات خارجية
- جيوفاني بوتنر على موقع قاعدة بيانات كرة القدم.إي يو (الإنجليزية)
- جيوفاني بوتنر على موقع Soccerway.com (الإنجليزية)
- جيوفاني بوتنر على موقع عالم كرة القدم.نت (الإنجليزية)